# Luehdorfiini
Los luedorfinos (Luehdorfiini) son una tribu de lepidópteros ditrisios de la familia Papilionidae.

## Géneros
Luehdorfiini incluye cuatro géneros:
- Bhutanitis
- Luehdorfia
- Sericinus
- Zerynthia